# العلاقات البوليفية الفلسطينية
العلاقات البوليفية الفلسطينية هي العلاقات الدولية بين بوليفيا ودولة فلسطين. تمتلك دولة فلسطين سفارة لدى بوليفيا.
محمود حمودي علي العلواني هو سفير فلسطين لدى بوليفيا منذ عام 2018. تؤيد بوليفيا حل القضية الفلسطينية وفق حل الدولتين.

## التاريخ
في 28 نوفمبر 1918، قدمت لجنة حرية فلسطين، وفقًا للمنظمة التي تمثل أربعة آلاف سوري وفلسطيني في بوليفيا، التماسًا إلى المستشار البريطاني في لاباز. وذكر العديد من المسيحيين أنهم يشعرون بالقلق من استبدال "الحكم العثماني القمعي" بـ "الخطر الإسرائيلي".
قُطعت العلاقات البوليفية الإسرائيلية في عهد الرئيس إيفو موراليس خلال الحرب على قطاع غزة (2008-2009).
اعترفت بوليفيا بفلسطين كدولة في 17 ديسمبر 2010 على حدود عام 1967.
خلال الحرب على غزة عام 2014، وصفت بوليفيا إسرائيل بأنها دولة إرهابية وزادت التعاون في مجالات الصحة والإعلام والرياضة. أُعيدت العلاقات مع إسرائيل عام 2019.
قطعت بوليفيا علاقاتها مع إسرائيل في 31 أكتوبر 2023 خلال الحرب الفلسطينية الإسرائيلية عام 2023 متهمة الحكومة الإسرائيلية بارتكاب جرائم حرب ضد الفلسطينيين في غزة. دعت ماريا نيلا برادا، وزيرة رئاسة بوليفيا، إلى إنهاء القصف الإسرائيلي على غزة، ودعت إلى اتخاذ إجراءات لتجنب الإبادة الجماعية في غزة. وأدانت إسرائيل بوليفيا ووصفت قرارها بأنه "استسلام للإرهاب". 
في 10 يونيو 2024، تسلم الرئيس الفلسطيني محمود عباس من سفير بوليفيا روبيرتو كالساديليا المقيم في هولندا وغير المقيم لدى فلسطين أوراق اعتماده وذلك في البحر الميت وتزامن مع مؤتمر الاستجابة الإنسانية المنعقد في الأردن.
في 8 مايو 2025، أكدت بوليفيا التزامها في الدفاع عن حقوق الشعب الفلسطيني، ورفض أفكار إسرائيل بشأن توسيع حرب الإبادة ضد الشعب الفلسطيني في قطاع غزة.